# Államok vezetőinek listája 277-ben
Ezen az oldalon az i. sz. 277-ben fennálló államok vezetőinek névsora olvasható földrészek, majd országok szerinti bontásban. 

## Európa
- Boszporoszi Királyság
  - Király: Teiranész (276–278/279)

- Római Birodalom
  - Császár: Probus (276–282) 
    - Consul: Probus császár
    - Consul: Paulinus

## Ázsia
- Armenia
  - Szászánida helytartó: Narsak (270–293)

- Ibériai Királyság
  - Király: I. Aszpakourész (265–284)

- India
  - Anuradhapura
    - Király: I. Dzsettha Tissza (267–277)
    - Király: Mahászéna (277-304)

  - Vákátaka
    - Király: Vindhjasaktí (248–284)

- Japán
  - Császár: Ódzsin (270–310)

- Kína
  - Csin-dinasztia
    - Császár: Csin Vu-ti (266–290)

  - Vu
    - Császár: Szun Hao (264–280)

- Korea
  - Pekcse
    - Király: Koi (234–286)

  - Kogurjo
    - Király: Szocshon (270–292)

  - Silla
    - Király: Micshu (262–284)

  - Kumgvan Kaja
    - Király: Maphum (259–291)

- Szászánida Birodalom
  - Nagykirály: II. Bahrám (276–293)

## Afrika
- Kusita Királyság
  - Kusita uralkodók listája

## Fordítás
- Ez a szócikk részben vagy egészben  a   Liste der Staatsoberhäupter 277 című német Wikipédia-szócikk ezen változatának fordításán alapul.  Az eredeti cikk szerkesztőit annak laptörténete sorolja fel. Ez a jelzés csupán a megfogalmazás eredetét és a szerzői jogokat jelzi, nem szolgál a cikkben szereplő információk forrásmegjelöléseként.